# Жълто джудже
Жълто джудже е звезда от главна последователност от спектрален клас G. Такава звезда е с маса между 0,84 и 1,15 слънчеви маси и повърхностна температура между 5300 и 6000 К. Както останалите звезди от главна последователност, жълтото джудже преобразува водород в хелий в ядрото си чрез термоядрен синтез. Пример за жълто джудже (клас G2V) е Слънцето, около което се върти Земята. Всяка секунда то синтезира 600 милиона тона водород в хелий, преобразувайки 4 милиона тона материя в енергия. Освен Слънцето, други известни примери за жълти джуджета са Алфа Кентавър A, Тау Кита и 51 Пегас.
Всъщност, наименованието „жълто джудже“ не е съвсем точно, тъй като звездите от клас G могат да варират на цвят от бял до много бледо жълт. В действителност, Слънцето е бяло и в спектърът му преобладава синьото и зеленото, но от Земята изглежда жълто или оранжево, поради земната атмосфера и разсейването на Релей, особено при изгрев или залез. Освен това, въпреки че терминът „джудже“ се използва в контраст с гигантските звезди, жълтите джуджета са по-ярки от 90% от звездите в Млечния път (които са главно по-бледи оранжеви, червени и бели джуджета).
Жълтото джудже синтезира хелий в продължение на около 10 милиарда години, докато водородът се изчерпи в центъра на звездата. Когато това се случи, звездата се уголемява многократно и се превръща в червен гигант (като например Алдебаран). Накрая червеният гигант губи външния си газов слой, който се превръща в планетарна мъглявина, докато ядрото рязко се охлажда и се свива в компактно бяло джудже.
| Спектрален клас | Маса (M☉) | Повърхностна гравитация (log g) | Ефективна температура (K) | Цветови индекс (B − V) |
| --------------- | --------- | ------------------------------- | ------------------------- | ---------------------- |
| G0V             | 1,15      | 4,32                            | 5980                      | 0,583                  |
| G1V             | 1,10      | 4,34                            | 5900                      | 0,608                  |
| G2V             | 1,07      | 4,35                            | 5800                      | 0,625                  |
| G3V             | 1,04      | 4,37                            | 5710                      | 0,642                  |
| G4V             | 1,00      | 4,38                            | 5690                      | 0,657                  |
| G5V             | 0,98      | 4,40                            | 5620                      | 0,672                  |
| G6V             | 0,93      | 4,42                            | 5570                      | 0,690                  |
| G7V             | 0,90      | 4,44                            | 5500                      | 0,713                  |
| G8V             | 0,87      | 4,46                            | 5450                      | 0,740                  |
| G9V             | 0,84      | 4,48                            | 5370                      | 0,776                  |